# Pilea luisiana
Pilea luisiana är en nässelväxtart som beskrevs av Ignatz Urban och Ekman. Pilea luisiana ingår i släktet pileor, och familjen nässelväxter. Inga underarter finns listade i Catalogue of Life.